# Walter Bathe
Walter Bathe (Probsthain, actual Polònia, 1 de desembre de 1892 – Itàlia, 21 de setembre de 1959) va ser un nedador alemany que va competir a començaments del segle xx.
El 1912 va prendre part en els Jocs Olímpics d'Estocolm, on disputà les dues proves de braça del programa de natació. En ambdues, els 200 i els 400 metres braça guanyà la medalla d'or.
Durant la seva carrera esportiva, que s'allargà fins a 1930, guanyà sis campionats nacionals, cinc edicions del Crownprince Trophy i tres vegades la travessa de 7,5 km pel riu Oder. El 1970 fou incorporat a l'International Swimming Hall of Fame.